# Taciba
Taciba é um município brasileiro do estado de São Paulo, situado na região administrativa de Presidente Prudente.

## História
A cidade foi fundada em 1922, e em 1934 o povoado foi elevado a distrito de paz com o nome de Santos Reis. Em 1953 foi emancipada e seu nome foi alterado para Taciba, que significa "formiga grande" em língua tupi.A economia de Taciba é baseada na agropecuária. 

## Demografia
No censo demográfico de 2022 feito pelo Instituto Brasileiro de Geografia e Estatística (IBGE), a população do município era de 6 260 habitantes, apresentando uma densidade populacional de 10,31 hab./km², sendo o 460º na lista de população por município no estado.

## Geografia
Localiza-se a uma latitude 22º23'23" sul e a uma longitude 51º17'05" oeste, estando a uma altitude de 416 metros. Possui uma área de 609,84 km². 
Está localizado na região centro-oeste do estado de São Paulo. A cidade fica a cerca de 541 km da capital, São Paulo.

### Hidrografia

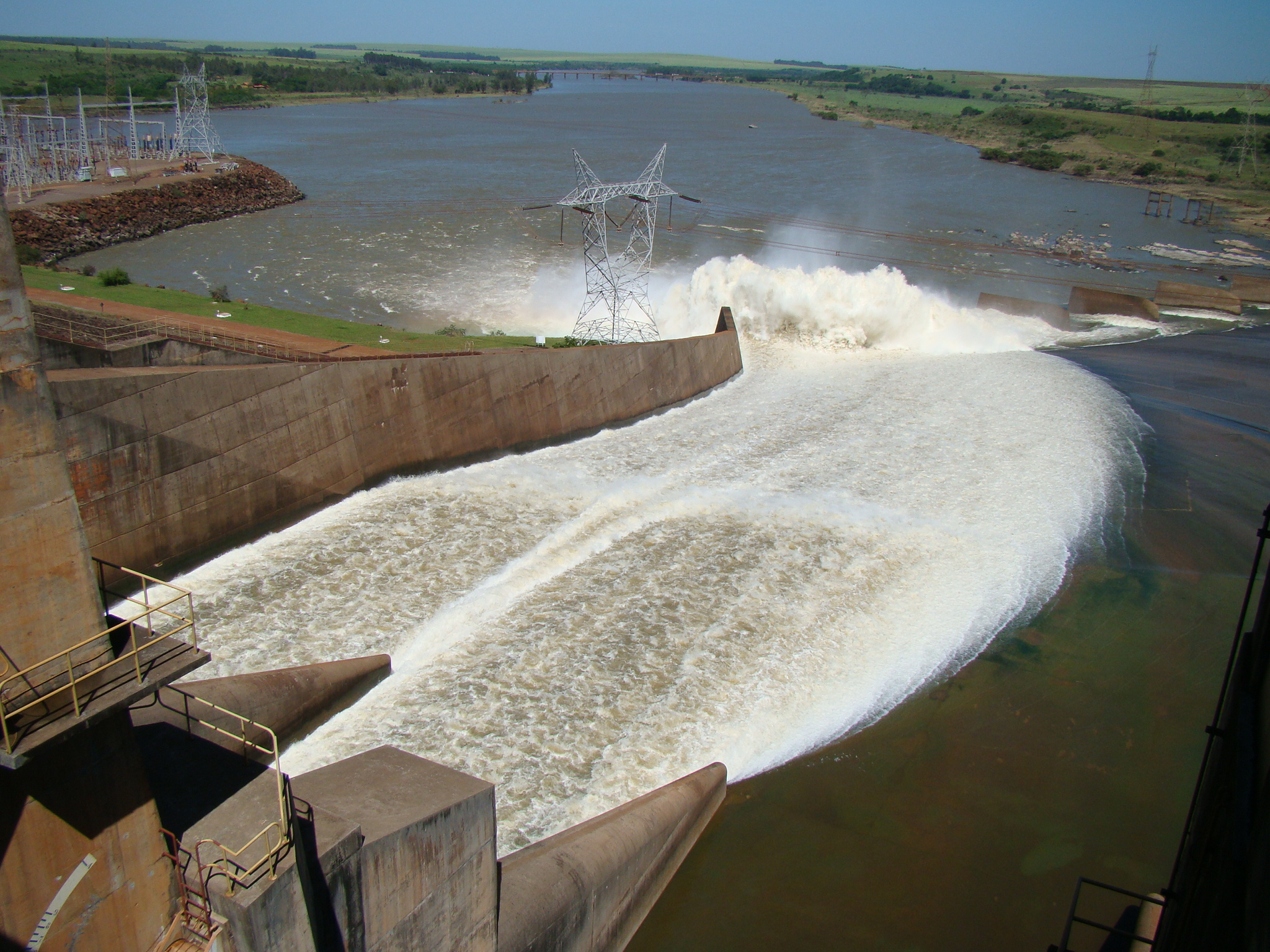
Vertedouro da Usina Hidrelétrica de Capivara.

No município está localizada a maior usina hidrelétrica do rio Paranapanema com potência instalada de 627 MW.
A represa de Capivara contém mais de 10,5 bilhões de m³, o que resulta no maior reservatório ao longo do rio com área superior a 609 km².
A cidade foi fundada às margens do atual Córrego Formiga e conta ainda com o Ribeirão Laranja Doce, Ribeirão Anhumas, Córrego da Onça, Córrego Azul, Córrego das Perdizes.

### Rodovias
- SP-483
- SP-421

### Clima
O clima predominante é o clima subtropical úmido, caracterizado por verões quentes e chuvosos, com temperaturas médias superiores a 25ºC durante aproximadamente 10 meses ao ano. Os invernos são frios e secos, apresentando um déficit hídrico anual médio de 36mm. A pluviosidade média anual é de 1.500 mm. Há uma tendência à ocorrência de geadas, com uma probabilidade de 68% para a temperatura mínima absoluta anual inferior a 4ºC,

## Infraestrutura

### Comunicações
O sistema de telefones automáticos foi inaugurado na cidade em 1979 pela Telecomunicações de São Paulo (TELESP), que também implantou o sistema de discagem direta à distância (DDD) em 1988 com o código de área (0182). Anteriormente a cidade era atendida pela Companhia de Telecomunicações do Estado de São Paulo (COTESP).
Na década de 90 o código DDD da cidade foi alterado para (018), para padronização do sistema telefônico com a telefonia celular que estava sendo implantada em todo o estado.

## Administração
- Prefeito: Izidoro Arcesti Ricci (PP)
- Vice-prefeito: Daniel Batista de Oliveira (PP)
- Presidente da câmara: João Roberto Bernardo (PP) – 2025/2026

## Economia
A economia de Taciba é baseada na Agropecuária. Os principais produtos agrícolas da cidade são a cana-de-açúcar, o milho e a soja. A pecuária também é importante para a economia local, com destaque para a criação de bovinos e suínos.

## Cultura e lazer

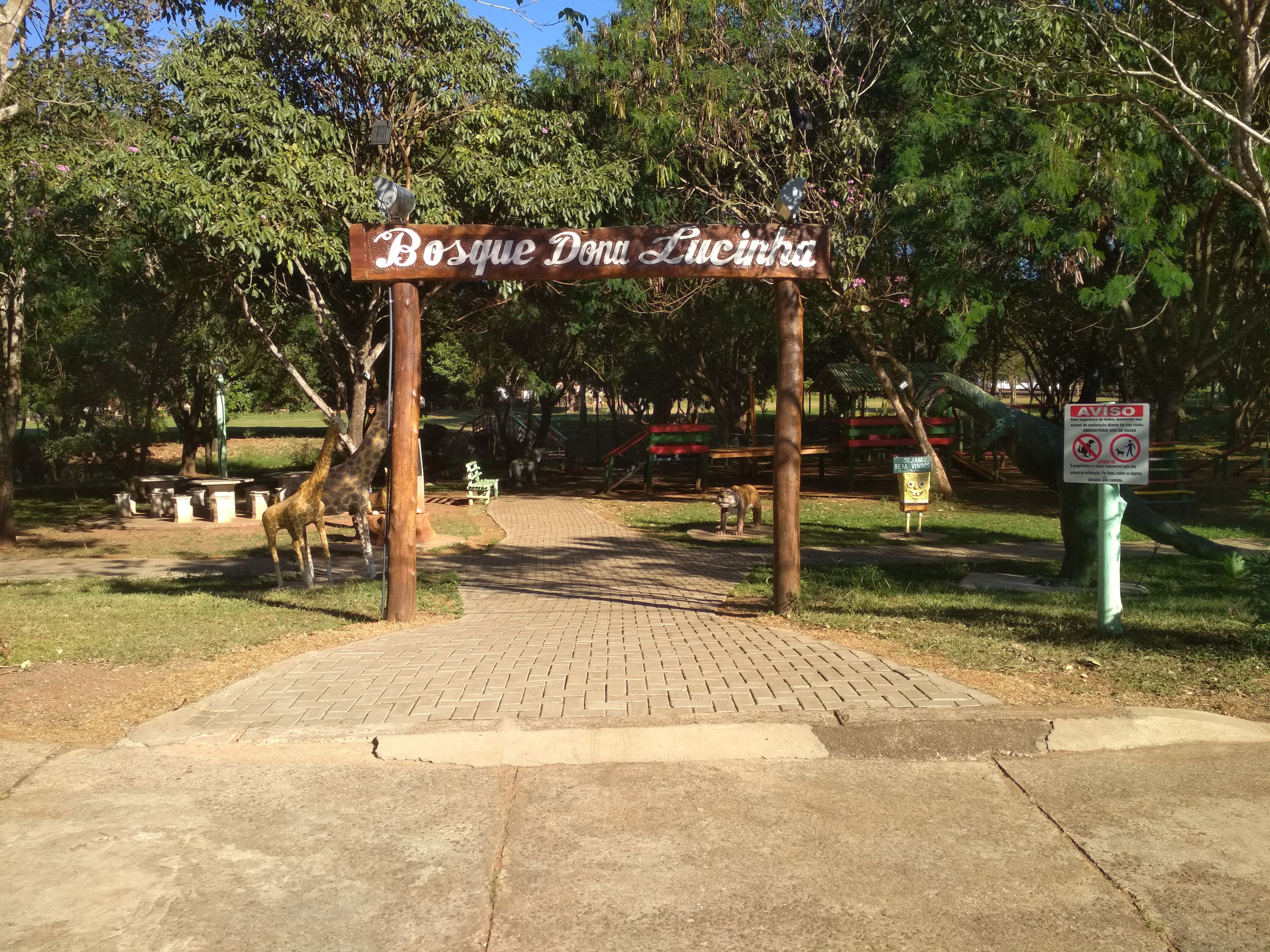
Entrada do Bosque Dona Lucinha.

A infraestrutura de cultura e lazer do município possui pontos como um anfiteatro municipal onde são realizadas apresentações e cursos de artes, além de encontros palestras e eventos.
O balneário Municipal de Taciba contém um complexo de três piscinas disponibilizadas ao uso do público, além de uma represa com a pesca aberta ao público e onde é realizado Festival de Pesca Esportiva.
A cidade contém um estádio de futebol  onde são realizados alguns jogos do campeonato amador da região de Presidente Prudente e campeonatos municipais. Um campo de futebol de grama sintética e um ginásio municipal de esportes para uso público e de projetos esportivos  mantidos pela administração municipal e também para campeonatos de futsal e basquete. 
A cidade conta ainda com um bosque, uma biblioteca e um Recino de Exposições.Além dos locais públicos, anualmente durante o feriado de Carnaval é realizado o TaciFolia .

## Religião
O Cristianismo se faz presente na cidade da seguinte forma:

### Igreja Católica
- A igreja faz parte da Diocese de Presidente Prudente.[20]

O catolicismo romano é a religião predominante no município tendo aproximadamente 77% de adeptos entre os cidadãos , seguido pelo protestantismo.

#### Início da comunidade
No dia 06 de janeiro de 1922, Francisco Calixto ergue um cruzeiro em suas propriedades, onde futuramente, seria construída a Igreja Matriz da cidade. Aos poucos esse local tornou-se ponto de referência entre os moradores do povoado, atraindo comércios para os arredores do monumento.
Em 25 de setembro de 1925 foi celebrada a primeira missa, em 1930 é construída a primeira capela em honra aos Santos Reis e São Sebastião.  

#### Criação da Paróquia
Em 1957 é criada a Paróquia de Taciba, e em 1963 é inaugurada uma nova Igreja Matriz para substituir a capela que já havia sido aumentada em 1936. 
A Paróquia havia sido inicialmente dedicada a São Miguel Arcanjo, mas por determinação de Dom José Gonçalves da Costa, segundo bispo da Diocese de Presidente Prudente, teve  o nome do padroeiro alterado para Nossa Senhora da Imaculada Conceição.

#### Dias atuais
Em 1994 iniciou-se outra ampliação que perdura até os dias atuais. Além da igreja foi construída uma nova capela dedicada a Divina Misericórdia. 

### Igrejas Evangélicas
- Assembleia de Deus Ministério do Belém.[24][25]
- Congregação Cristã no Brasil.[26]